# Logismografie
Logismografie je jedním z účetních systémů, který byl vytvořen za účelem zdokonalení účetní evidence a překonání nedostatků tehdejších systémů. Název účetního systému logismografie se skládá ze slov logismos = tabulka a graphein = psát. Byla popsána v pojednání Primi Saggi di Logismografia,  jenž vydal v roce 1873 ve Florencii Giuseppe Cerboni (1827–1917), navazujíce na španělskou účetní praxi.  Podle některých názorů však navazuje na spis La Scrittura Doppia ridotta a scienze, který vydal v Benátkách v roce 1803 Nicolo d’Anastasio, a v němž je popsán účetní systém s počtverným účtováním, který by umožnil správně vystihnout pohyb součástek majetku a jejich hodnot k vlastníkovi.  Cílem bylo podobně jako u jiných systémů zobrazení aktuálního výsledku hospodaření, aniž by bylo nutné uzavírat účetní knihy. 

## Popis účetních knih a způsobu účtování
Logismografie užívá zcela jiné nástroje a způsob účtování než podvojné účetnictví,  neboť některé zápisy jsou počtverné.  Bývá popisována jako velmi komplikovaný systém, který dovoluje dalekosáhlou dělbu práce a rozsáhlou kontrolu. 

### Princip logismografie
V logismografií se posuzuje každý účetní případ podle vztahu k hlavním subjektům zastupujícím hospodářské funkce: 
1. k vlastníkovi
2. ke správci celého majetku
3. k jednateli – správci části majetku (skladník, uschovatel, zodpovědný dozorce majetku)
4. k osobám cizím (korespondentům) [2]

Ke správnému pochopení vzájemných vztahů si můžeme uvést následující příklad několika hospodářských transakcí a jejich popis: 
1. Vklad do podniku – vlastník dává vklad správci celého majetku a ten jej předává pokladníkovi
2. Aby mohl vlastník koupit zboží za hotové, musí si vybrat peníze od správce celého majetku, který je zase musí získat od pokladníka; vlastník zboží koupí, předá je správci celého majetku, a ten zboží předá skladníkovi
3. K nákupu zboží na úvěr musí vlastník zřídit u cizí osoby úvěr, poté převezme zboží, předá správci a ten zase předá skladníkovi
4. Při prodeji zboží za hotové odevzdá skladník zboží správci a ten poté vlastníkovi, obojí probíhá ve vlastní ceně; vlastník prodá zboží za zvýšenou cenou odběrateli; peníze odevzdá vlastník správci a ten je předá pokladníkovi
5. Při prodeji zboží na úvěr probíhá předání zboží stejným způsobem jako v minulém případě, hodnota zboží v prodejní ceně je poté vlastníkem odevzdána správci, který ji předá cizí osobě jako pohledávku za odběratelem. [6]

Vzhledem k tomu, že v tomto schématu byl správce celého majetku pouze prostředníkem, bylo výhodnější jej sloučit s účtem vlastníka. Z úsporných důvodů byly také spojeny účty jednatelů a osob cizích.  Využívalo se tedy následujícího schématu účtu:
1. Účet vlastníka – v žurnálu označen písmenem A
  1. Subkonta specifická
  2. Subkonta statisticko-ekonomická
2. Účet třetích osob (agentů a korespondentů) – v žurnálu označen písmenem B
  1. Subkonta právní
  2. Subkonta statisticko-ekonomická [1] [2]

Účty podniku se dělily na:
- účty statistické – účty směn jmenovitých hodnot; účtovaly se na nich transakce, při kterých se neměnila hodnota majetku
- účty ekonomické – evidovaly se na nich rozdíly mezi cenou jmenovitou a prodejní, tj. zisky nebo ztráty; patřily k nim čisté jmění, kapitál, rozdíl aktiv a dluhů [8]

### Účetní knihy
V systému logismografie se využívaly následující prostředky:
- Kadr (rozvrh, osnova, index, ukazatel, quadrio della contabilita) – seznam účtů, knih, rozborů a sloupců

- Deník – spojení více bilancí v jeden účet; jsou zde odděleny modifikace (změny v úhrnu ryzího majetku), permutace (specifické změny bez vlivu na ryzí majetek) a kompensace (náhrady, salda)

- Minuty (náčrty položek) – předpis, jak zapsat účetní případ do ostatních knih nebo listů [9]

- Rozbory (zastupovaly hlavní knihu) – systematicky rozvádějí obsah hlavních kont deníku. Každý rozbor sestává z výpisu konta hlavního, k němuž se řadí sloupec s příslušnými obnosy permutací, a ze subkont rozborových. Rozbor je definován značkou, která je zapsána do kádru a do hlavního konta deníku [2]

### Popis účetních zápisů
Oproti podvojnému účetnictví jsou všechny zápisy na straně Má dáti záporné a všechny zápisy na straně Dal jsou kladné.   Účtování pohybů majetku, které neměly za důsledek změnu výsledku hospodaření, se provádělo „dvojitě podvojně“, tj. zapisovalo se čtyřikrát.   Takto se postupovalo z důvodu, aby byl každý účetní případ zachycen na kontě vlastníka.  Pokud se měly účtovat dvě částky u jednoho případu na obou stranách účtu jedné skupiny, zaúčtoval se do skupiny účtů jen rozdíl těchto částek (tzv. modifikace). Kompenzovaná částka se zapsala do sloupce permutace a kompenzace (záměny a vyrovnání).  Aby bylo zřejmé, ke které skupině tato částka náleží, psala se k ní do vedlejšího sloupce značka příslušné skupiny. 
Nemalý význam měly zápisy do prvního sloupce deníku – kontrolního sloupce, kam se zaznamenávala částka jednotlivých položek.  V případě, že nedocházelo při směně majetku ke změně hospodářského výsledku, se zapisovala dvojnásobná částka, v opačném případě a v případě osobního vkladu nebo osobní spotřeby se zapisovala zúčtovací částka. Pokud byl zápis takový, že obsahoval jak hodnotu, za níž bylo zboží koupeno, tak i zisk nebo ztrátu, bylo jej třeba rozdělit na částky, které se zapisovaly počtverně (transakce bez vlivu na hospodářský výsledek) a na částky, které se zapisovaly podvojně (transakce měnící hospodářský výsledek).  

Částka ve sloupci permutace (sloupec 9 deníku) byla rovna rozdílu mezi částkou z kontrolního sloupce (sloupec 4 deníku) a částkou zaúčtovanou podvojně v ostatních sloupcích deníku.  Z účtu vlastníka tak lze u každého jednotlivého případu zjistit zisk nebo ztrátu jako rozdíl mezi stranou Má dáti a Dal. 

### Kontrola správnosti účtování a účetní závěrka
Kontrola správnosti účtování byla dána následujícími pravidly:
1. Souhrn Má dáti účtu vlastníka se rovná souhrnu Dal účtu třetích osob a obráceně
2. Rovnost číselná v deníku: součet obou sloupců účtu vlastníka + součet permutací = součet obou sloupců účtu třetích osob + součet permutací = součet obnosu doppických
3. Rozvaha čísel v rozborech: součet sloupců téže strany (druhu) s výjimkou účtu hlavního minus součet permutací = součet sloupce téže strany konta hlavního [2]

Závěrka se prováděla podobně jako v podvojném účetnictví: Saldo hlavního konta se rovná rozdílu kladných a záporných sald rozborových. Sloupec permutací v rozboru se doplní menším součtem sald pozitivních nebo negativních. Menší saldo v rozboru + saldo hlavního konta se rovná většímu saldu rozboru. Do sloupce permutace v deníku se při závěrce zapíše součet permutačních vyrovnání z rozborů I. stupně, do sloupce obnos doppických se zapíše součet obnosu salda vlastníka z obou sloupců a permutačního vyrovnání. Závěrkou se vykazoval:
- celkový majetek v účtu vlastníka – čisté jmění (zůstatek účtu vlastníka minus účet jednatelů a dopisovatelů)
- součet součástek majetku a dluhů
- součet počátečního jmění a výnos zisků nebo ztrát
- celkový právní poměr mezi vlastníkem a ostatními osobami [10]

## Význam logismografie
Logismografie byla zavedena v účetnictví italského království v roce 1880, ale neosvědčila se. Od roku 1891 se uvažovalo o jejím nahrazení podvojným účetnictvím, k čemuž pak došlo v roce 1904.  Důvodem zřejmě byla příliš velká složitost systému, který vyžadoval velmi důkladné zaškolení osoby předepisující zaúčtování jednotlivých účetních případů.  Už to, že se některé transakce zapisují podvojně a jiné počtverně,  činí systém velmi náročným na pochopení a zvládnutí.